# Arturo Ruffa
Arturo Ruffa, né le 25 décembre 1926, à San Miguel de Tucumán, en Argentine et décédé en octobre 2004, à Córdoba, en Argentine, est un ancien joueur et entraîneur argentin de basket-ball. Il évolue au poste d'ailier.